# (35836) 1999 JG58
1999 JG58 (asteroide 35836) é um asteroide da cintura principal. Possui uma excentricidade de 0.13774660 e uma inclinação de 1.90030º.
Este asteroide foi descoberto no dia 10 de maio de 1999 por LINEAR em Socorro.